# خط أنابيب شرق البحر المتوسط
خط أنابيب شرق البحر المتوسط (بالإنجليزية: EastMed pipeline)‏ سيبدأ من ليماسول (قبرص) ثم يتجه جنوباً إلى المياه المصرية ليمتطي مرتفع فلورنس وهو نتوء في قاع البحر المتوسط يبلغ عمقه فقط 1900 متر بالمقارنة بسهل هيرودوت السحيق المحيط به والذي يتعدى عمقه 4,000 متر. ويتجه الأنبوب إلى كريت ثم اليونان إلى إيطاليا.
سيبلغ طول الأنبوب 1,250 كيلومتر ويمر عبر مياه تزيد أعماقها عن 3,000 متر. وستبلغ قدرة الأنبوب 10 بليون متر مكعب سنوياً. وسيكون أطول أنبوب في العالم، ويتوقع أن يتكلف انشاؤه 15 بليون دولار.

## المسار العام
يمر الأنبوب عبر شريط مائي داخل المنطقة الاقتصادية الخالصة المصرية وعبر الحدود اليونانية الألبانية في مضيق اوترانتو (فرّط فيه الرئيس السابق الدكتور صالح بريشا، ويدور حوله تحقيق جنائي في تيرانا حالياً).
وفي نوفمبر 2014، نشرت خريطة تـُظهـِر عبور أنبوب الغاز الإسرائيلي الأوروبي من اليونان إلى إيطاليا، ومكتوب على تلك الوصلة «التيار الجنوبي South Stream»، وهو اسم المشروع الروسي لتوصيل الغاز الروسي إلى أوروبا من الجنوب. كان مشروع التيار الجنوبي متوقفاً لرفض بلغاريا تنفيذ عقد مرور الغاز الروسي فيها إلى صربيا (ومنها للمجر وباقي أوروبا). فيبدو من الخريطة أن الحل المعروض على روسيا هو أن يمر التيار الجنوبي عبر بلغاريا إلى اليونان وليس صربيا. ومن اليونان إلى إيطاليا. وذلك بشرط أن يختلط الغازان الروسي والإسرائيلي.

## التوزيع
أثناء زيارته قبرص ولقائه مع نظريه القبرصي، في نوفمبر 2014، أعلن وزير البترول المصري شريف إسماعيل عن رغبة مصر في استيراد الغاز الطبيعي مستقبلًا من قبرص التي اكتشفت مؤخرًا حقول غاز في البحر لكنها لم تبدأ بعد باستغلالها. وأضاف إن مصر ترغب في استيراد أكبر كمية من الغاز الطبيعي التي يمكن لقبرص تأمينها وأشار أن مصر تملك بنى تحتية ضخمة (للغاز الطبيعي) ويمكنها استقبال الإنتاج الآتي من قبرص.
وفي إشارة لخط أنابيب إسرائيل-أوروبا، قال وزير الطاقة القبرصي إن إنشاء أنبوب لنقل الغاز سيكون أفضل طريقة لتصدر قبرص الغاز إلى مصر، موضحًا أن «دراسة تقنية» حول إمكانات التصدير ستنجز في الشهرين المقبلين. يذكر أن حقول الغاز المكتشفة مؤخراً تلك تقع في بلوك 12 القبرصي المتراكب مع نيميد المصري. قبرص تتهم تركيا بمحاولتها دفع مصر (ولبنان) إلى إلغاء ترسيم حدود المنطقة الاقتصادية الخالصة مع قبرص. إلا أن وزير الخارجية المصري محمد كامل عمرو أخبر نظيره اليوناني ستافروس لامبرينيدس أن مصر لن تتراجع عن الاتفاقية التي وقعتها مع قبرص.

## أودين فايندر
هي سفينة أبحاث إيطالية بدأت في مسح قاع البحر (المصري) بين قبرص واليونان لتحديد مسار الكابل الكهربائي الذي سيصدر 2000 ميجاواط من إسرائيل إلى أوروبا.
بدأت سفينة البحث والمسح في دراسة استطلاعية حول المسار الامثل لكابل الطاقة البحري ذي الجهد العالي الذي يصل إسرائيل وقبرص بالبر الرئيسي الأوروپي. انطلقت السفينة أودين فايندر التي ترفع العلم الإيطالي، تملكها وتشغلها شركة جاز الإيطالية، من ميناء ليماسول في صباح الإثنين. حسب مارين ترافيك، فإن وجهة السفينة هي ميناء بيرايوس اليوناني، وقدرت توقيت وصولها هناك يوم الثلاثاء في الساعة 12:00.
السفينة مجهزة للقيام بعمليات مختلفة، منها قياس الأعماق، المسح، المسح الجيوتقني وعن طرق المركبات الغاطسة المدارة عن بعد. ومن المتوقع أن يتم الانتهاء من رسم خريطة لأفضل مسار للكابل في غضون 2016. ستصل قدرة الكابل إلى 2.000 م.و طاقة على امتداد الكابل الشرقي-الغربي، ليتم بيع الإنتاج الكهربائي الزائد عن شركة الطاقة الإسرائيلية إلى قبرص أو أي مشتري آخر في الغرب. سيصل الكابل البحري الذي يتمد بطول 1.518 كم إسرائيل وقبرص بجنوب شرق وغرب أوروپا لتلبية احتياجات القارة من الكهرباء الرخيصة. سيصل إسرائيل بقبرص، قبرص بكريت، وكريت بيلوبونيز، حيث سيتم توزيع الكهرباء إلى اليونان أو أبعد من ذلك.
من المتوقع أن يبدأ العمل على كابل يمتد مبدئياً بطول 329 كم الواصل بين إسرائيل وقبرص في 2017 ويكتمل انشاؤه في 2019. ستصل المرحلة الثانية بين الجزيرة اليونانية وأتيكا في البر الرئيسي اليوناني في 2010 وستصل المرحلة الثالثة والأخيرة الكابل من قبرص إلى كريت بهدف التنفيذ الكامل «لطريق كهربائي سريع» بحلول 2022. المشروع الذي يعرف باسم الكابل الكهربائي الأوراسي، بدتها شركة محاصة كوانتوم للطاقة، شراكة بين الشركة العامة اليونانية للطاقة، وكوانتوم، مشغل محطات الطاقة والطاقة الكهرومائية في جمهورية صربيا.
ناسوس كتوريدس، رئيس شركة المحاصة، كان قد صرح قائلاً بأن تكلفة المشركة - 1.5 بليون يورم- سيتم استردادها في غضون أربع سنوات محققة 17.5 بليون يورو طوال عمر الكابل. وفي 28 أكتوبر 2016، أعلن فريق IGI-Poseidon عن الانتهاء من دراسة جدوى الأنبوب، وقال أنه سيتكلف 5.7 مليار دولار.

## انظر ايضا
- حقل أفروديت للغاز
- حقل ليفياثان للغاز
- Energy in the European Union
- الطاقة في اليونان
- الطاقة في إسرائيل
- مثلث الطاقة
- EuroAsia Interconnector